# Lo que pasó, pasó
«Lo que pasó, pasó» es una canción del cantautor puertorriqueño Daddy Yankee de su álbum de estudio Barrio fino. Fue lanzada como sencillo del álbum en agosto del 2004 por El Cartel Records y VI Music. Fue una de las canciones más populares de Daddy Yankee, hasta ahora la ocupa en la mayoría de sus conciertos.
Obtuvo 70 000 Descargas de ringtone en teléfonos celulares de la región andina Colombia en 2006.

## Antecedentes
A fines del año 2003, el productor Naldo y el compositor y productor Joan Ortiz (del dúo de reguetón Joan & O'Neill), estaban componiendo la canción «Gata fiera» para el álbum Barrio Fino de Daddy Yankee, canción que interpretaría el dúo Trébol, Joan y Daddy Yankee, y producida por Luny Tunes, sin embargo, Héctor el Father se apropiaría de la canción y la utilizó para el álbum Los Bacatranes de Trébol Clan (los cuales en aquel entonces estaban firmados por el sello de Héctor el Father, Gold Star Music), sería el productor ejecutivo del álbum y terminaría interpretando tal canción con Trébol y Joan. Por eso mismo, Naldo y Joan compondrían otra canción para Daddy Yankee, con los mismos versos pero con un diferente coro, que estaría relacionado al nombre de la nueva canción, «Lo que pasó, pasó».

## Éxito
Ésta fue la tercera canción más importante del cantante Daddy Yankee durante 2004 y 2005, tras «Gasolina» y «Like You».
La canción fue versionada por el grupo haitiano radicado en Chile, Reggaeton Boy's, en su álbum debut de 2005 Nos fuimos afuegote, perreando y sandungueando. 

## Lista de canciones y formatos

### Sencillo en CD
| N.º | Título                              | Duración |  |
| 1.  | «Lo Que Paso, Pasó»                 | 3:30     |  |
| 2.  | «Lo Que Paso, Pasó (Bachata Remix)» | 3:47     |  |
| 3.  | «Lo Que Paso, Pasó (Instrumental)»  | 3:32     |  |

### US/UK CD Single[5]
1. "Lo Que Paso, Pasó" (Radio Versión) (3:30)
2. "Lo Que Paso, Pasó" (Bachata Mix) (3:47)

### US/UK 12-inch vinyl[6]
1. "Lo Que Paso, Pasó" (Radio Versión) (3:30)
2. "Lo Que Paso, Pasó" (Bachata Mix) (3:47)
3. "Sabor a Melao" (3:43)
4. "Corazones" (3:29)

## Versiones oficiales
- Álbum versión - 3:30
- Bachata remix - 3:47

## Puestos
| Listas (2004-06)                                         | Puesto Posición |
| -------------------------------------------------------- | --------------- |
| U.S. Billboard (magazine) Bubbling Under Hot 100 Singles | 6               |
| U.S. Billboard Hot Latin Songs                           | 2               |
| U.S. Billboard Latin Tropical Airplay                    | 1               |
| U.S. Billboard Hot Ringtones                             | 30              |
| Swiss Top 100 Singles Chart                              | 35              |